# Okimono

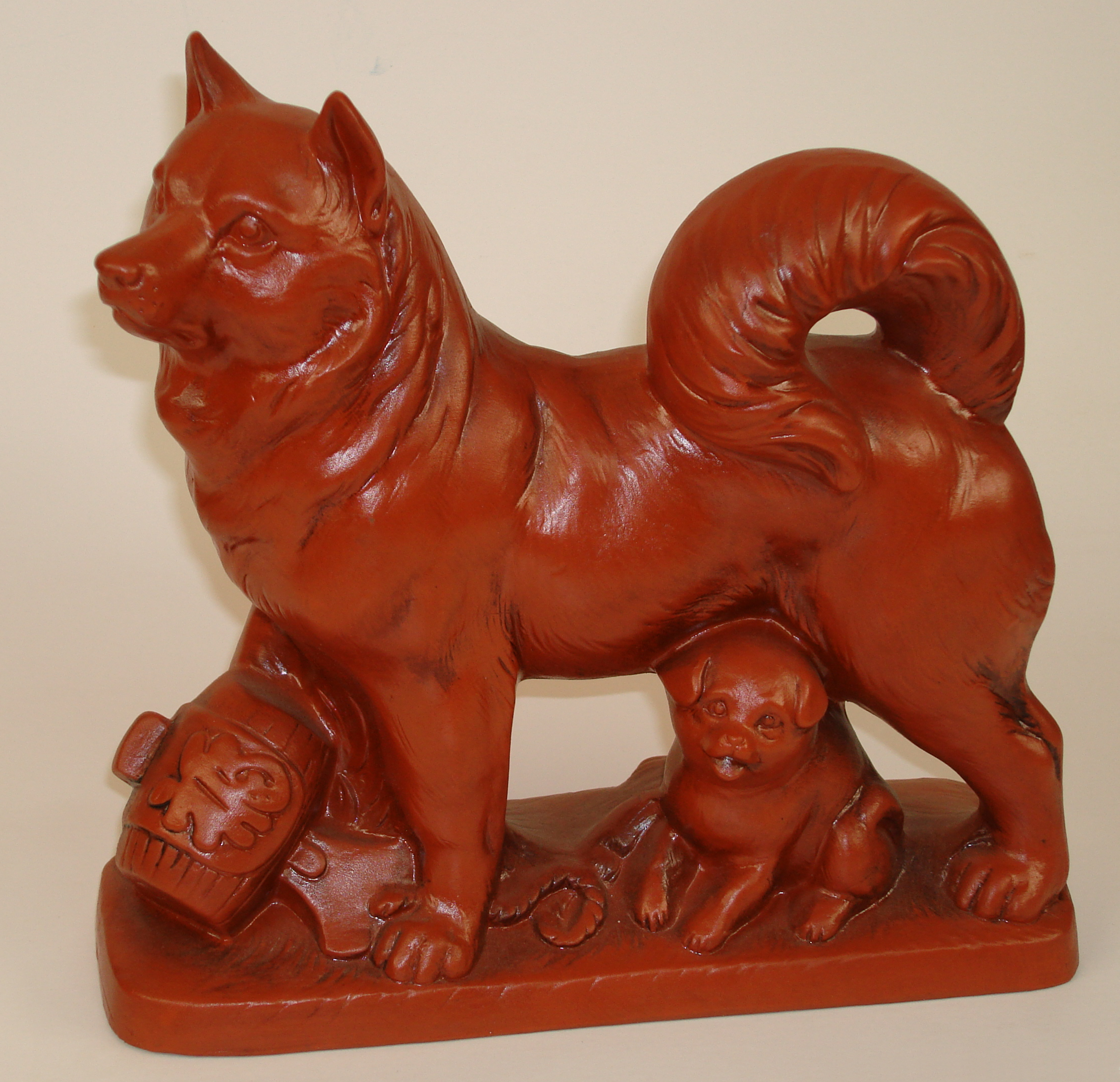
Okimono: „Red dog“.

Okimono (jap. 置物, wörtlich: „Hinstellding“) sind typisch japanische Kunstschnitzarbeiten aus der Zeit der Meiji-Periode. Die Okimono entwickelten sich aus der Netsuke-Schnitzerei, als im 19. Jahrhundert in Japan das Tragen der europäischen Kleidung in Mode kam und damit Netsuke, die zum Bestandteil japanischer Kimono gehörten, keinen Absatz mehr fanden. Die jetzt arbeitslosen Netsuke-Schnitzer begannen größere Objekte zu kreieren, die in Europa und den USA reißenden Absatz fanden.

## Übersicht
Die Größe der Okimono liegt zwischen 10 und 40 cm, vorzugsweise 20 und 30 cm. Es gibt allerdings auch kleinere Okimono, die man dann am Fehlen der für Netsuke typischen Schnurlöcher ("Himotoshi") von jenen unterscheiden kann. Bevorzugtes Material ist Elfenbein, Buchsbaumholz oder eine Kombination beider Materialien. Das Elfenbein-Okimono steht oft auf einem hölzernen Untersatz in Form eines Wurzelausschnittes. Die Künstler signierten überwiegend ihre Werke auf der Standbasis. Es sind jedoch auch unsignierte Werke anzutreffen. Einer der berühmtesten Okimono-Schitzer war Ishikawa Komai (1852–1913) aus Tokio.
Dargestellt wurden mythologische Figuren, insbesondere die sieben Glücksgötter, Helden der japanischen Geschichte, Szenen aus dem Alltag sowie Heilige aus dem Buddhismus und Götter des Shinto.
Das Zentrum der Schnitzer befand sich in und um Tokio, wo auch die einzige auszumachende Stilrichtung, die sogenannte Tokio-Schule, entstand. Die Objekte dieser Stilrichtung sind aus einem einzigen Stück Elfenbein gearbeitet, 25 bis 35 cm hoch, stellen das Alltagsleben dar und sind von höchster Qualität. Okimono sind begehrte Sammelobjekte und erzielen auf Auktionen beachtliche Preise.